# کالینسپلت
کالینسپلت (به هلندی: Colijnsplaat) یک منطقهٔ مسکونی در هلند است که در نورد-بیفه‌لاند واقع شده‌است. کالینسپلت ۱٬۵۶۳ نفر جمعیت دارد.